# Uazner
Uazner (Waznr), Uazenez (Waznz), Uadjadje (Wadj-adj) ou Uneguebu (Wngbu) é citado na Pedra de Palermo como faraó (rei) pré-dinástico do Baixo Egito. Como não há mais evidência, talvez pode ser um faraó mítico preservado pela tradição oral ou um rei totalmente ficcional. Foram propostas várias leituras para seu nome: "o Fundador está intacto" (Uadjadje), "Aquele que trouxe o [Deus] Unegue" (Uneguebu) ou "Aquele que pelo [Deus] Unegue está intacto" (Uneguadje).